# のろい
のろい（日本語の形容詞：鈍い；名詞：呪い、詛い）
| ウィキペディアには「のろい」という見出しの百科事典記事はありません（タイトルに「のろい」を含むページの一覧/「のろい」で始まるページの一覧）。 代わりにウィクショナリーのページ「のろい」が役に立つかもしれません。 |